# Вјелењ
Вјелењ (пољ. Wieleń) град је у Пољској у Војводству великопољском. По подацима из 2012. године број становника у месту је био 6029.
.

## Становништво
| 2012. |
| ----- |
| 6.029 |